# 吉良義冬
吉良 義冬（きら よしふゆ）は、江戸時代前期の高家旗本。通称は左京。官位は従四位上・左少将、若狭守。赤穂事件で有名な吉良義央の父である。

## 生涯

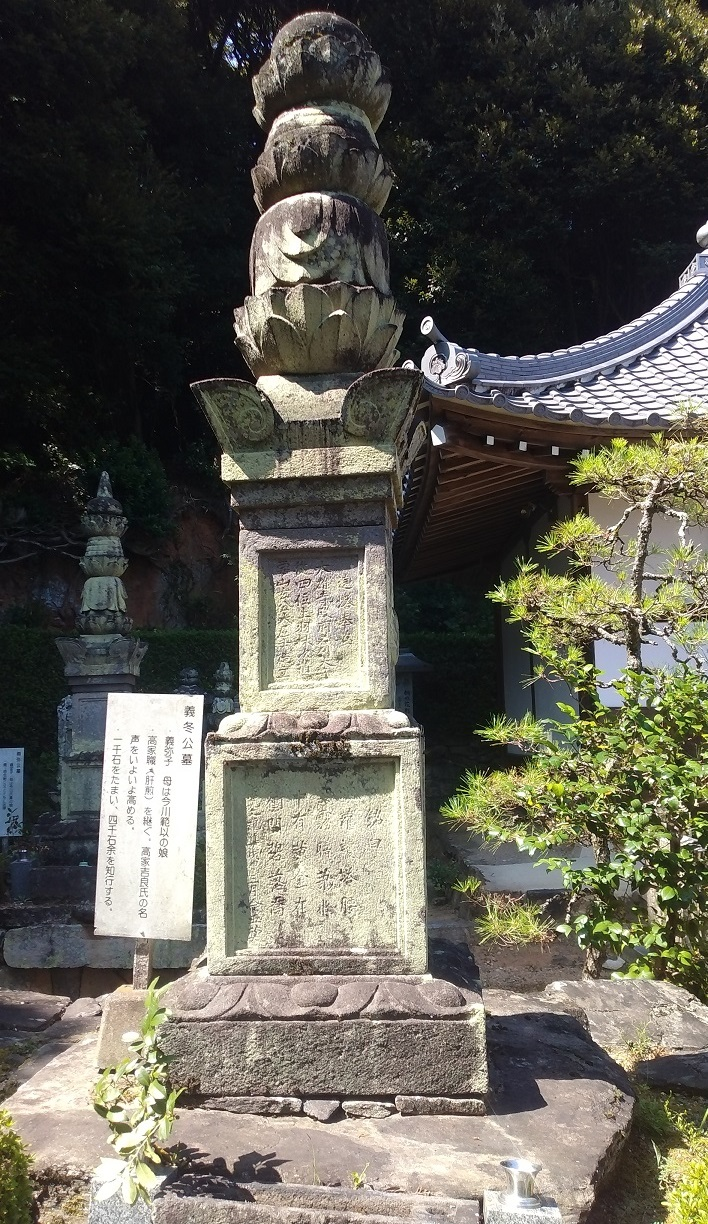
西尾市華蔵寺の義冬の墓

慶長12年（1607年）、高家吉良義弥の長男として誕生した。母は今川氏真の子今川範以の娘。元和3年（1617年）、11歳で将軍徳川秀忠に拝謁する。寛永3年（1626年）8月18日に従五位下・侍従に叙任し、若狭守と称した。
寛永11年（1634年）、徳川家光の上洛に先立ち、父とともに京都へ赴いている。寛永17年（1640年）6月15日には武蔵国仙波（現：川越市）の仙波東照宮再建のために同地へ派遣される。寛永20年（1643年）12月7日、吉良家（石高3000石）を相続した。また、義冬自身に与えられていた1000石もそのまま知行することを認められ、都合4000石となった。正保元年（1644年）2月15日、父の遺品である兼好法師筆の『伊勢物語』を家光に献上、また徳川家綱には土佐光信の画巻を献上した。
正保2年（1645年）5月19日、徳川家綱元服の謝使板倉重宗の副使として京都へ赴いた際に従四位下に昇進する。さらに慶安4年（1651年）9月7日に家綱の将軍宣下の際にも、酒井忠清の副使として再び京都へ赴き、28日には後光明天皇からは包平の太刀、後水尾法皇からは備前三郎国宗の太刀を下賜され、さらに10月15日には左近衛少将の官位を与えられた。
以降も高家として京都と江戸を行き来したが、寛文8年（1668年）に死去した。享年62。

## 系譜
正妻は酒井忠吉（大老酒井忠勝の実弟）の娘・茂姫。
『寛政重修諸家譜』には6男が記されている。家督は長男義央が継いだ。赤穂事件により、吉良義央が横死、当主吉良義周は改易となり、吉良家は断絶する。義冬の次男義叔・三男義孝は別家を立てて旗本となり、ともに「東条」を称した。義叔・義孝はともに実子なく、義冬の四男冬貞は義叔の、五男冬重は義孝の、それぞれ養子となった。しかし、義孝流東条家は冬重のとき断絶している。義叔流東条家は存続し、末裔は家名を「吉良」に戻している。
義冬の六男は孝証。出家して山城国八幡の豊蔵坊信海（孝雄）の弟子となっている。